# Leopoldo II (duque de Austria)
Leopoldo II (1328 - 10 de agosto de 1344), miembro de la Casa de Habsburgo, era el hijo menor del duque Otón el Alegre.
Leopoldo y su hermano Federico II (1327-1344), hijos de Otón con su primera esposa, Isabel de Baviera —una hija de Esteban I, duque de Baviera por su matrimonio con Jutta de Schweidnitz—, después de la muerte de su padre en 1339, fueron ambos duques titulares de Austria, pero ambos murieron antes de la mayoría de edad.
El 10 de agosto de 1344, a la edad de dieciséis años, Leopoldo murió repentinamente. El 11 de diciembre de 1344, cuatro meses después, su hermano Federico también murió repentinamente. En ambos casos, hubo sospechas de envenenamiento. El beneficiario de sus muertes fue su tío Alberto II, el hermano de Otón, que continuó gobernando Austria hasta su muerte en 1358.